# 6929 Місто
6929 Місто (6929 Misto) — астероїд головного поясу, відкритий 31 жовтня 1994 року.
Астероїд названо в пам'ять про Анджелу Місто (1902–1993), матір відкривача.
Тіссеранів параметр щодо Юпітера — 3,301.